# Sid Luckman
Sidney Luckman, más conocido como Sid Luckman (21 de noviembre de 1916 – 5 de julio de 1998), fue un quarterback de fútbol americano que jugó para los Chicago Bears de la National Football League (NFL) de 1939 a 1950. Durante sus doce temporadas con los Bears consiguió cuatro campeonatos de la NFL.
Luckman fue el primer quarterback en la era moderna en usar la formación T, y es considerado el mejor lanzador de pases profundos de su época. El periodista deportivo ganador del premio Pulitzer Ira Berkow escribió que Luckman fue "el primer gran quarterback en usar la formación T". Fue nombrado el Jugador Más Valioso de la NFL en 1943. Después de su retiro como jugador, Luckman continuó asociado al deporte trabajando como tutor de entrenadores universitarios, enfocándose en el juego aéreo.
Luckman ingresó al Salón de la Fama del Fútbol Americano Profesional en 1965, y en 1988 fue condecorado —de forma conjunta con Y.A. Tittle— con el premio Walter Camp Distinguished American.

## Primeros años
Luckman nació en Brooklyn, Nueva York, hijo de inmigrantes judíos provenientes de Alemania. Su padre hizo nacer su interés por el fútbol americano cuando tenía ocho años, al regalarle un balón de ese deporte. Él y sus padres vivían cerca de Prospect Park, y fue ahí donde el joven Sid comenzó a jugar con su balón de fútbol americano.
Jugó tanto béisbol como fútbol americano en la Preparatoria Erasmus Hall, y logró impresionar a los reclutadorse de unas cuarenta universidades con sus habilidades para el fútbol americano. Luckman eligió a la Universidad de Columbia después de conocer a su entrenador, Lou Little, durante un partido entre Columbia y Navy.
En Columbia fue miembro de la fraternidad Zeta Beta Tau. Sid, interesado en permanecer en Columbia para estar cerca de su familia, aceptó trabajos de lavaplatos, niñero y mensajero interno del campus. En Columbia, como parte del equipo de fútbol americano, completó 180 de 376 pases para 2413 yardas y 20 touchdowns, y terminó tercero en la votación del trofeo Heisman de 1938, detrás de Davey O'Brien y Marshall Goldberg.

## Chicago Bears

### Draft
Al oír acerca de las habilidades de Luckman como tailback en la formación single wing en la universidad de Columbia, el propietario y entrenador de los Chicago Bears George Halas pensó que Luckman tendría lo necesario para convertirse en un quarterback efectivo para la formación T, por lo que se trasladó a Nueva York para verlo jugar. Halas convenció entonces a los Pittsburgh Pirates (posteriormente conocidos como Pittsburgh Steelers) de seleccionar a Luckman en la segunda posición global del draft e intercambiarlo posteriormente a los Bears, ya que le interesaba utilizar las habilidades de Luckman para ayudarle a reestructurar el lado ofensivo de su equipo. Sin embargo, a pesar de sus logros en la universidad de Columbia, Luckman inicialmente declinó tener interés en el fútbol americano profesional, pues prefería ir a trabajar en la compañía de camionaje de su suegro. Halas se puso a la tarea de hacerlo cambiar de parecer. Después de ser invitado al apartamento de Luckman para cenar con él y su esposa Estelle, Halas le ofreció un contrato por USD $5500 ($119 000 en la actualidad), el cual Luckman firmó inmediatamente.
En esa época, tanto en el fútbol americano universitario como en el profesional, las ofensivas se componían casi completamente de jugadas por tierra, con algunos pases ocasionalmente. En la que entonces era la formación predominante, la single wing, el quarterback era principalmente un back encargado de bloquear y rara vez tocaba el balón. La mayor parte de los pases los lanzaba el tailback, y generalmente solo se presentaban en tercer down con muchas yardas por avanzar. Halas y sus entrenadores, particularmente Clark Shaughnessy, inventaron un sistema relativamente complejo basado en la tradicional formación T, pero necesitaban al quarterback indicado para ejecutarlo apropiadamente.
Al jugar con Halas, Luckman dominó una ofensiva que revolucionó su deporte, y se volvió la base de la mayoría de los ofensivas profesionales modernas. Con el tiempo, Luckman instruyó a varios entrenadores universitarios de la Big Ten Conference, Notre Dame y West Point, por ejemplo, acerca de los aspectos del juego por pase.

### Formación T
En 1940, durante su segunda temporada con los Bears, Luckman ganó la titularidad y llevó al equipo al juego de campeonato contra Sammy Baugh y los Washington Redskins. Los Redskins habían derrotado a los Bears 7–3 durante la temporada regular. Usando el innovador man-in-motion («hombre en movimiento») para obtener una gran ventaja, los Bears derrotaron a los Redskins 73–0, en el que se considera el partido más desequilibrado en la historia de ese deporte. Luckman lanzó solamente seis pases, con cuatro completos para 102 yardas.
De 1940 a 1946, los Bears se mostraron dominantes al participar en cinco juegos por el campeonato de la NFL, ganando cuatro, y registrando una marca en temporada regular de 54–17–3. En 1942, los Bears consiguieron una marca perfecta de 11–0 y anotaron más puntos que sus rivales a razón de 376–84, pero fueron derrotados en el juego de campeonato por los Redskins. Aunque la formación T había sido usada muchos años antes de que Luckman se integrara a los Chicago Bears, el jugador fue indispensable para que Chicago pudiera usar efectivamente ese tipo de formación, debido a su entendimiento del juego y su versatilidad. Al perfeccionar el complejo esquema ofensivo de Halas que incluía engaños, hombres en movimiento y acarreos de desarrollo rápido, Luckman lo llevó a otro nivel al aportar con pases largos y certeros. Fue una pieza central de la victoria histórica de 73-0 sobre los Washington Redskins en el juego de campeonato de la NFL de 1940. El comentarista deportivo Jimmy Cannon mencionó en referencia a los años de Luckman en Columbia: «Tenías que haber estado ahí para darte cuenta de qué tan bueno era Sid». Luckman se convertiría más tarde en un cotizado tutor e instructor para las universidades que deseaban implementar la formación T en sus ofensivas.